# 3.. 6.. 9 Seconds of Light
3.. 6.. 9 Seconds of Light è il terzo EP del gruppo musicale scozzese Belle and Sebastian, pubblicato nel 1997.

## Tracce
1. A Century of Fakers – 4:30
2. Le Pastie de la Bourgeoisie – 3:10
3. Beautiful – 5:13
4. Put the Book Back on the Shelf/unlisted hidden track, entitled 'Songs for Children' – 6:24